# Corio
Pour les articles homonymes, voir Corio (homonymie) et Cory (homonymie).
Corio (en français Cory) est une commune italienne de la ville métropolitaine de Turin, dans la région Piémont, dans le Nord-Ouest de l'Italie.

## Administration
| Période                                  | Période  | Identité     | Étiquette | Qualité |
| ---------------------------------------- | -------- | ------------ | --------- | ------- |
| 14 juin 2004                             | En cours | Laura Monaco |           |         |
| Les données manquantes sont à compléter. |          |              |           |         |

### Communes limitrophes
Locana, Sparone, Pratiglione, Forno Canavese, Coassolo Torinese, Rocca Canavese, Balangero, Mathi, Nole, Grosso.